# Brandon Teena
Brandon Teena (Lincoln, Nebraska; 12 de diciembre de 1972–Humboldt, Nebraska; 31 de diciembre de 1993) fue un hombre transgénero estadounidense que fue golpeado, violado en grupo y asesinado brutalmente en diciembre de 1993 con motivos de transmisia, en uno de los crímenes de odio que conmocionó a la opinión pública de los Estados Unidos en la década de 1990.
Su historia sirvió de base para la película Boys Don't Cry (1999, cuyo personaje interpretó la actriz estadounidense Hilary Swank, por el que ganó un Óscar), que a su vez estaba basada en el documental The Brandon Teena Story.

## Infancia y juventud

### Lincoln, Nebraska
Nacido en el General Hospital de Lincoln, Brandon era el segundo hijo de Patrick y Joann Brandon. Los padres se conocieron y casaron en 1969, cuando ambos estudiaban en la Lincoln Northeast High School, y tuvieron a su primera hija, Tammy, a finales de ese mismo año. Patrick Brandon murió en un accidente de coche ocho meses antes de que naciera su segundo hijo, Brandon. Brandon vivió con su madre y su hermana mayor en Pine Acre Mobile Home Park, al noreste de Lincoln, desde los tres años, después que su madre consiguiera un empleo como dependienta en una tienda de ropa femenina.
Desde pequeños, Brandon y Tammy sufrieron abusos sexuales por parte de su tío durante un periodo indeterminado de tiempo; tanto Brandon como su madre buscaron ayuda psicológica a partir de 1991. Joann volvió a contraer matrimonio en 1975, pero se divorció en 1980 a raíz del alcoholismo de su marido. La familia de Brandon lo describían como un marimacho desde su infancia, y ya en su adolescencia se identificaba como varón, intentando tener citas con sus compañeras de escuela. Su madre rechazó su identidad masculina y continuó refiriéndose a Brandon como "su hija". Brandon declaró en numerosas ocasiones su intersexualidad, algo que posteriormente se demostró falso.
Brandon y su hermana asistieron a la escuela elemental St. Mary y al instituto católico Pius X, donde se le recuerda como un estudiante conflictivo. Durante su segundo año, Brandon rechazó el cristianismo tras una discusión con un sacerdote sobre los puntos de vista cristianos sobre la abstinencia y la homosexualidad. También tuvo problemas por violar la política de la escuela al vestir con ropa masculina. Durante el primer semestre de su último año, un reclutador del ejército de los Estados Unidos visitó el instituto, para animar a los estudiantes a alistarse en las fuerzas armadas. Brandon se alistó en el ejército poco después de su decimoctavo cumpleaños, con la esperanza de poder adquirir experiencia para servir en la Operación tormenta del desierto en Irak. Sin embargo no superó el examen escrito al mencionar que era varón.
En diciembre de 1990, ya con 18 años, se fue de vacaciones con sus amigos a un lugar llamado Holiday Skate Park, vestido acorde a su expresión de género y tratando de disimular sus cualidades femeninas. Tuvo una cita con una chica de 13 años, a la que "besó apasionadamente", y conoció a otra de 14 años, Heather. Es en esa época cuando abandona todo ropaje femenino y viste regularmente como varón. A pocos meses de su graduación empezó a mostrar una actitud más abierta y extrovertida, inusual en él, que le valió el apodo de sus compañeros como "el payaso de la clase". Empezó a ausentarse de clase y sacar malas calificaciones, lo que significó su expulsión del instituto Pius X en junio de 1991, tres días antes de su graduación.
En el verano de 1991 inició su primera relación amorosa, con Heather. Poco después consiguió un empleo de dependiente en una gasolinera, con la intención de ganar dinero para comprar una caravana para vivir con su novia. Su madre, sin embargo, no aceptaba esa relación, y convenció a su hija mayor para que siguiera a Brandon y descubriera si su relación era platónica o simplemente sexual.
En enero de 1992 Brandon se sometió a una evaluación psicológica, que concluyó que sufría una crisis de identidad de género también conocida como disforia de género. Después fue trasladado a un centro de crisis del Condado de Lancaster para evaluar si tenía conductas suicidas. Brandon confesó más tarde a su madre que había sufrido repetidos abusos sexuales por parte de un familiar masculino siendo pequeño. Salió del centro tres días después y comenzó a asistir a sesiones de terapia con su madre cuatro veces por semana, finalizando dos semanas más tarde.

### Falls City, Nebraska
En 1993, después de algunos problemas legales, Brandon se mudó a Falls City, en el condado de Richardson, Nebraska donde se identificó como un hombre llamado Brandon oficialmente e hizo amistad con residentes locales. Después de mudarse a la casa de su amiga Lisa Lambert, empezó a salir con una de las amigas de Lisa, Lana Tisdel, de 19 años, y a relacionarse con sus amigos John Lotter y Marvin "Tom" Nissen, ambos ex-convictos.
El 19 de diciembre de 1993 fue arrestado por falsificar cheques y retenido en el pabellón de mujeres de la cárcel. Lana Tisdel pagó su fianza y le preguntó sobre su identidad de género, a lo que Brandon respondió que era un hermafrodita que quería una operación de cambio de sexo; su relación no continuó. Años más tarde, a raíz de la película Boys don´t cry, Lana Tisdel negó que la relación continuara. El arresto de Brandon apareció en la prensa local, así como su nombre de nacimiento, con lo que sus amigos y conocidos, entre ellos John Lotter y Marvin "Tom" Nissen, descubrieron que era transgénero.

## Violación y asesinato
Durante la celebración de Nochevieja de ese año, Nissen y Lotter forzaron a Brandon a bajarse los pantalones para demostrar a Tisdel que tenía genitales femeninos. Tisdel permaneció en silencio mientras observaba. Más tarde Nissen y Lotter tomaron a Brandon y lo introdujeron a la fuerza en un coche. Condujeron hacia un área cercana a una planta empacadora de carne en el condado de Richardson, donde fue maltratado y violado. Tras la agresión volvieron con él a casa de Nissen, de donde escapó por la ventana del lavabo y fue a casa de Tisdel. Tisdel le convenció para que pusiera una denuncia a la policía, a pesar de que sus agresores le habían advertido de que si mencionaba la agresión a la policía, lo matarían. Se sometió a un reconocimiento de violación en la sala de Urgencias, que posteriormente se perdió.
El sheriff Charles B. Laux interrogó a Brandon sobre la violación, pero el interés de éste sobre su identidad de género provocó que sus preguntas le parecieran a él groseras e innecesarias, y se negó a contestar. Tras enterarse de la denuncia, Lotter y Nissen empezaron a buscar a Brandon. Tras una infructuosa búsqueda fueron interrogados tres días más tarde por la policía, pero el sheriff no encontró pruebas contra ellos.
Nissen y Lotter se dirigieron a casa de Lisa Lambert. La encontraron en cama y le preguntaron por el paradero de Brandon, a lo que Lambert se negó a contestar. Nissen registró la casa y lo encontró escondido bajo la cama. Los agresores preguntaron a Lambert si había alguien más en casa, y ella contestó que Phillip DeVine, el actual novio de la hermana de Tisdel, también estaba allí. Ambos agresores iban armados y dispararon, como resultado la muerte de Lisa Lambert, Phillip DeVine y Brandon, en presencia del bebé de Lambert. Nissen y Lotter huyeron de la casa, para más tarde, ser arrestados y acusados de homicidio, en el que ahora Lotter fue condenado a pena de muerte y Nissen, quien testificó contra Lotter, cumple una sentencia a cadena perpetua.